# Achalcerinys gorodkovi
Achalcerinys gorodkovi är en stekelart som först beskrevs av Svetlana N. Myartseva 1983.  Achalcerinys gorodkovi ingår i släktet Achalcerinys och familjen sköldlussteklar. Inga underarter finns listade i Catalogue of Life.